# 미나미하타촌 (후쿠오카현)
미나미하타촌(南畑村)은 후쿠오카현 지쿠시군에 설치되었던 촌이다. 1956년 4월 1일 미나미하타촌, 안토쿠촌, 이와도촌 등 3개 촌이 합병하여 나카가와정이 신설되고 폐지되었다.